# Mammillaria muehlenpfordtii
Mammillaria muehlenpfordtii ist eine Pflanzenart aus der Gattung Mammillaria in der Familie der Kakteengewächse (Cactaceae). Das Artepitheton muehlenpfordtii ehrt den deutschen Mediziner und Kakteenforscher aus Hannover Friedrich Mühlenpfordt.

## Beschreibung
Mammillaria muehlenpfordtii ist eine sukkulente kugelige Pflanze mit eingesenkten Scheitel, die sehr schnell zu dichotomischer Teilung neigt. Ältere Pflanzen bilden oft große Pflanzenhaufen. Die Warzen sind grau-grün und kegelförmig und mit herabhängenden Borsten besetzt. Die Axillen sind mit zahlreichen, fein weißen Borsten besetzt, die in der Blühzone stärker wollig werden. Mindestens 30–50 weiß bis weißlichgelbe, 4 mm lange Randdornen werden mit 2 bis 6 aufrechten Mitteldornen gekrönt. Die Farbe der Mitteldornen variiert sehr stark zwischen gelblich bis braun und grau, und einer Länge zwischen 2 und 40 mm.
Die Blüten erscheinen wie bei allen Mammillarien im Kranz. Sie sind karminrot und erreichen eine Größe wie auch Durchmesser von 1,5 cm. Die langen Früchte sind leuchtend rot. Die Samen sind braun.

## Verbreitung, Systematik und Gefährdung
Mammillaria muehlenpfordtii ist in den mexikanischen Bundesstaaten Guanajuato, Querétaro und San Luis Potosí beheimatet.
Die Erstbeschreibung erfolgte 1847 durch Carl Friedrich Förster. Nomenklatorische Synonyme sind Cactus muehlenpfordtii (C.F.Först.) Kuntze (1891) und Neomammillaria muehlenpfordtii (C.F.Först.) Y.Itô (1981).
In der Roten Liste gefährdeter Arten der IUCN wird die Art als „Least Concern (LC)“, d. h. als nicht gefährdet geführt.

## Nachweise